# Vézillon
 Vézillon  là một xã thuộc tỉnh Eure trong vùng Normandie miền bắc nước Pháp.